# Gustav Fischer
Gustav Adolf Fischer (Barmen, 3 de marzo de 1848 - Berlín, 11 de noviembre de 1886) fue un médico y naturalista alemán recordado por sus exploraciones en África.

## Biografía

### Primeros años
Fischer fue hijo de un banquero. Continuó sus estudios superiores en medicina y ciencias naturales en Bonn, Wurzburgo y Berlín. Se graduó en 1872 y se convirtió en médico militar, primero en un regimiento de Frisia oriental estacionado en Emden, y después se formó en Berlín para unirse a los Afrika Korps, antepasado de la tropa de protección del África oriental.
Después de haber conocido a Clemens Denhardt, que tenía la intención de organizar una expedición al África oriental ecuatorial, Fischer se embarcó con él a finales de 1876 en Hamburgo, viajando también con su hermano Gustav, hacia el sultanato de Zanzíbar. 

### Primera exploración por África
Fischer recorrió durante siete años, de 1877 a 1883, el este y el centro de África. En primer lugar exploró los territorios costeros inexplorados del norte de Zanzíbar, desde Mombasa a Lamubai, descubriendo las bocas del río Tana y del río Osi, y luego se decidió a explorar el interior, con el objetivo de llegar a Witulandia (hoy Suazilandia) que había sido explorada por Richard Brenner.
Fischer quedó detenido debido a la temporada de lluvias durante un mes en Kipuni, en la desembocadura del Osi. Finalmente llegó a Witu para descubrir que, contrariamente a lo que se creía, el territorio estaba mejor conectado por el Tana. Se quedó allí un mes, y luego volvió a Zanzíbar por Kipini.

### Segunda exploración por África
Decidió preparar su segundo viaje, esta vez en compañía de los hermanos Denhardt. Salieron de Zanzíbar el 23 de mayo de 1878 para llegar a Malindi, cerca del Sabaki, donde esperaron el final de la temporada de lluvias y después volvieron a Kipini. Cruzaron el interior por el territorio desconocido de los gallas antes de llegar a Witulandia. Observaron el curioso pueblo de los wapokomo. Volvieron a Zanzíbar en diciembre de 1878. 
Fischer, que había sufrido fiebres tropicales, se curó y decidió establecerse allí como médico. Planeaba visitar la tierra de los masái, pero debía antes de recaudar fondos para ello, por lo que solicitó el apoyo de la Sociedad Geográfica de Hamburgo durante tres años y medio de actividad sedentaria.

### Tercera exploración por África
En octubre de 1882, Fischer realizó su tercer gran viaje, en nombre de la Sociedad Geográfica de Hamburgo. Partió de la desembocadura del río Pangani  hacia la tierra de los masái y luego, penetrando desde la desembocadura del Pangani, alcanzó el lago Naivasha y las estribaciones meridionales del Kilimanjaro. Los masái le previnieron de seguir avanzando. 
Descubrió durante esta expedición una especie de loro nombrada en su honor en 1887 por su amigo Anton Reichenow, como el inseparable de Fischer (Agapornis fischeri). En noviembre de 1883, decidió regresar a Alemania para recaudar nuevamente más fondos.

### Última exploración por África
Fischer hizo otro viaje a África en 1885, para intentar reunirse y encontrar al italiano Gaetano Casati, a Emin Pasha y al ruso de ascendencia alemana Wilhelm Junker, que estaban desaparecidos en el interior, en las provincias ecuatoriales. La expedición fue equipada con fondos del hermano de Junker y fue en vano. Llegaron justo hasta el lago Victoria, pero no consiguieron, como Fischer deseaba, ganar las fuentes del Alto Nilo. Fueron por Kavirondo hasta el lago Naivasha y la tierra de los kikuyu. Finalmente, llegaron a Zanzíbar en junio de 1886. Fischer regresó a Berlín, minado por las fiebres tropicales, y murió allí en noviembre.
Es reconocido en los nombres de un buen número de animales, incluyendo el ya mencionado "inseparable de Fischer", Agapornis fischeri.

## Obras literarias
Públicó varias obras recogiendo sus experiencias en África, destacando:
- Mehr Licht im dunkeln Weltteil (Hamburgo, 1885) [Más luz en la oscuridad de África].
- «Bericht über die im Auftrage der Geographischen Gesellschaft in Hamburg unternommene Reise in das Massai-Land». I. Allgemeiner Bericht. — Mitt. Geogr. Ges. Hamburg 5 (1882-1883): 36-99. (publicado en 1885) [Informe llevado a cabo en nombre de la Sociedad Geográfica en Hamburgo de un viaje a la tierra Maasai. I. Informe General.]
- «Bericht über die im Auftrage der Geographischen Gesellschaft in Hamburg unternommene Reise in das Massai-Land». II. Begleitworte zur Original-Routenkarte Tafel VII. — Mitt. Geogr. Ges. Hamburg 5 (1882-1883): 189-237. [Informe... II Palabras sobre la hoja de ruta original]

También escribió artículos para Zeitschrift für Ethnologie y para el European Physical Journal (Verhandlungen) de la Sociedad Geográfica de Hamburgo.